# Only My Railgun
Only My Railgun (Originalschreibweise in Kleinbuchstaben) ist ein Lied des Musikprojektes fripSide, welches am 4. November 2009 beim japanischen Musiklabel Geneon Universal Entertainment auf physischer Ebene erschien.
Das Lied, welches in den Genres J-Pop und Electronic zu verorten ist, wurde als Vorspann zur Anime-Fernsehserie A Certain Scientific Railgun genutzt.
Das Lied gewann eine Auszeichnung im Rahmen der Animation Kōbe und bei den ersten Anime Song Awards. Von der Recording Industry Association of Japan wurde das Werk zwischenzeitlich mit einer Goldenen Schallplatte bedacht.

## Hintergrund
fripSide ist ein Musikprojekt, welches im Jahr 2002 von Komponist Satoshi Yaginuma und der Sängerin Nao gegründet wurde und zunächst musikalische Werge im Eigenverlag veröffentlichte. Im März des Jahres 2009 gab Nao ihren Ausstieg aus dem Projekt bekannt. Ein halbes Jahr später stieß mit der Synchronsprecherin Yoshino Nanjō eine neue Sängerin zum Projekt, womit Phase 2 eingeleitet wurde.
Only My Railgun ist die erste Single mit Nanjō als Sängerin, welche am 4. November des Jahres 2009 veröffentlicht und als Vorspanntitel der Anime-Fernsehserie A Certain Scientific Railgun genutzt wurde. Das Lied ist auf dem Album Infinite Synthesis zu finden, welches am 1. Dezember 2010 veröffentlicht wurde. Im Jahr 2020 erhielt das Lied eine Neuveröffentlichung mit geändertem Arrangement. Das Stück ist auf der Videokompilation fripSide infinite video clips 2009-2020 zu finden.
Die japanische Sängerin Machico veröffentlichte im Jahr 2014 eine Coverversion des Liedes, welches auf ihrem zweiten Studioalbum COLORS II -RML- zu finden ist. Der japanische Magier Shinji Maggy ist in einem Werbevideo zu dem Lied zu sehen. Im Jahr 2022 wurde das Lied in die Liste der spielbaren Lieder im Rhythmus-Smartphone-Spiel D4DJ Groovy Mix integriert.

## Komposition
Komponiert wurde das Lied von Satoshi Yaginuma, während er beim Schreiben des Liedtextes von Sängerin Yoshino Nanjō und Yuki-ka unterstützt wurde. Laut Tunebat wurde das Lied in der Hauptonart Fis-Dur geschrieben und weist ein Tempo von 143 BpM auf. In einem Interview mit Realsound sagte Yaginuma, dass das Tempo bei rund 130 BpM liege.
Nagimura beschrieb das Lied aufgrund seiner „schnellen Tonhöhe und der hohen Tonart“ als kompliziert. Er sagte in einem Interview mit den Animate Times, dass er beim Komponieren des Stückes vom westlichen Hard Rock inspiriert wurde, um einen natürlichen Rhythmus und eine gesangliche Schnelligkeit zu erzeugen bei der bis zu drei Silben pro Note erfassen zu können.

## Erfolg
Innerhalb der ersten Verkaufswoche konnte die physische Single rund 26.000 mal verkauft werden, womit das Lied auf Anhieb Platz drei der heimischen Oricon-Singlecharts erreichen konnte. Das Lied erreichte nach Sister’s Noise, welches Platz eins in den heimischen Singlecharts erreichen konnte, die zweithöchste Notierung in Japan überhaupt.
Das Lied verkaufte sich zwischenzeitlich mehr als 100.000 mal in Japan, wodurch das Musikprojekt erstmals eine Goldene Schallplatte von der Recording Industry Association of Japan verliehen bekam. Auch im Streaming-Segment wurde das Lied in Japan mit Gold ausgezeichnet.

### Chartplatzierungen
| ChartsChartplatzierungen | Höchstplatzierung | Wochen |
| ------------------------ | ----------------- | ------ |
| Japan (Oricon)           | 3 (64 Wo.)        | 64     |

### Auszeichnungen für Musikverkäufe
| Land/Region  | Auszeichnungen für Musikverkäufe (Land/Region, Auszeichnung, Verkäufe) | Verkäufe |
| ------------ | ---------------------------------------------------------------------- | -------- |
| Japan (RIAJ) | Gold                                                                   | 100.000  |
| Insgesamt    | 1× Gold ·                                                              | 100.000  |

| Land/Region  | Auszeichnungen für Musikverkäufe (Land/Region, Auszeichnung, Verkäufe) | Verkäufe   |
| ------------ | ---------------------------------------------------------------------- | ---------- |
| Japan (RIAJ) | Gold                                                                   | 50.000.000 |
| Insgesamt    | 1× Gold ·                                                              | 50.000.000 |

## Auszeichnungen
Im Oktober des Jahres 2010 wurde Only My Railgun im Rahmen der Animation Kōbe als Beste Titelmusik ausgezeichnet. Im Rahmen der 2019 erstmals vergebenen Anime Song Awards wurde das Lied neben den Stücken Kimi no Shiranai Monogatari von Supercell und Invoke von T.M.Revolution mit dem Performance Award (2000–2009) bedacht.
| Jahr | Auszeichnung      | Kategorie                     | Resultat | Quellen |
| ---- | ----------------- | ----------------------------- | -------- | ------- |
| 2010 | Animation Kōbe    | Beste Titelmusik              | Gewonnen | [ 19 ]  |
| 2019 | Anime Song Awards | Performance Award (2000–2009) | Gewonnen | [ 20 ]  |